# Строительная смета
Строи́тельная сме́та — документ, в котором вычисляется сумма затрат на проект, расписанная по статьям расходов (заработная плата строительной бригаде, налоги и отчисления по заработной плате, хозяйственные расходы, приобретение комплектующих и прочее).

## Определение сметы в РФ
Сметная стоимость — сумма денежных средств, необходимых для осуществления строительства в соответствии с проектными материалами. Сметная стоимость является основой для определения размера капитальных вложений, финансирования строительства, формирования договорных цен на строительную продукцию, расчётов за выполненные подрядные (строительно-монтажные, ремонтно-строительные и др.) работы, оплаты расходов по приобретению оборудования и доставке его на стройки, а также возмещения других затрат за счёт средств, предусмотренных сводным сметным расчётом.
Сметы составляются по договорам за подписью подрядной бригадной строительной организации, за которой собственно и лежит возведение объекта - документ разрабатываются с целью определения средств, необходимых для финансирования капитального строительства зданий и сооружений, а именно:
1. Новое строительство.
2. Капитальный ремонт. Виды:
  - Ремонт зданий и сооружений
  - Реставрация объектов культурного наследия (памятников истории и культуры)
3. Реконструкция. Виды:
  - Реконструкция (Восстановление).
  - Усиление.

В зависимости от этапа развития проекта сметы готовятся для:
1. Проведения тендера (торгов)
2. Эскизного проекта
3. Рабочего проекта

Сметные расчёты обычно находятся на пересечении интересов Заказчика (Плательщика) и Подрядчика (Исполнителя). Соответственно, экономический интерес Заказчика состоит в минимизации сметной стоимости (итога сметы), а Подрядчика, наоборот, в максимально возможном увеличении этой стоимости. Компромиссное решение достигается обычно одним из трёх способов:
1. Постатейным обсуждением сметы с учётом выдвигаемых сторонами доводов и обосновывающих материалов. Смета в этом случае является открытым и согласованным сторонами документом. Решающий голос в таких обсуждениях обыкновенно принадлежит Заказчику.
2. На конкурсной основе. Заказчик выбирает наиболее привлекательное предложение с учётом заявленной стоимости и репутации Подрядчика. Смета в этом случае является закрытым документом, предназначенным для определения позиций участников торгов.
3. Решение о стоимости проекта принимается на политическом уровне, а на смету возлагается задача формального обоснования. В этом случае искусство сметчика выражается в грамотной подгонке итога сметы под заданную стоимость.

Сметы составляются профессиональными специалистами-сметчиками, которые должны хорошо разбираться в технологии работ, для которых составляется смета. Крупные сметные подразделения сосредоточены в проектных институтах.

## Основные методы расчёта смет
1. Базисно-индексный
2. Ресурсно-индексный
3. Ресурсный
4. Аналоговый

Индексация — процесс перехода от базисного уровня цен к текущему (прогнозному, будущему) уровню цен с использованием текущих (прогнозных, будущих) коэффициентов пересчёта — индексов.
Базисно-индексный метод — калькулирование стоимости работ путём определения её цены в базисном уровне цен и пересчёта в текущий (прогнозный) уровень цен с использованием системы текущих (прогнозных) индексов.
Ресурсный метод — калькулирование в текущих (прогнозных) ценах ресурсов, необходимых для реализации проектных решений, на основе выраженной в натуральных измерителях потребности в материалах, изделиях, конструкциях, строительных машинах и механизмах, затратах труда рабочих.
Ресурсно-индексный метод — калькулирование стоимости работ, сочетая базисно-индексный и ресурсный методы.
Аналоговый метод — калькулирование стоимости работ путём индексирования и применения расчётных коэффициентов к ранее составленным сметным расчётам (по объектам-аналогам).

## Виды смет
1. Локальный сметный расчёт
2. Локальная смета
3. Объектный сметный расчёт
4. Объектная смета
5. Сметные расчёты на отдельные виды затрат
6. Сводный сметный расчёт

Локальные сметы являются первичными сметными документами и составляются на отдельные виды работ и затрат по зданиям и сооружениям или общеплощадочным работам на основе объёмов, определившихся при разработке рабочей документации (РД), рабочих чертежей.
Локальные сметные расчёты составляются в случаях, когда объёмы работ и размеры затрат окончательно не определены и подлежат уточнению на основе РД, или в случаях, когда объёмы работ, характер и методы их выполнения не могут быть достаточно точно определены при проектировании и уточняются в процессе строительства.
Объектные сметы объединяют в своём составе на объект в целом данные из локальных смет и являются сметными документами, на основе которых формируются договорные цены на объекты. В объектной смете сводится информация из нескольких локальных смет.
Объектные сметные расчёты объединяют в своём составе на объект в целом данные из локальных смет, их расчётов и подлежат уточнению, как правило, на основе РД.
Сметные расчёты на отдельные виды затрат составляются в тех случаях, когда требуется определить, как правило в целом по стройке, лимит средств, необходимых для возмещения тех затрат, которые не учтены сметными нормативами (например: компенсация в связи с изъятием земель под застройку, расходы, связанные с применением льгот и доплат, установленных решениями органов государственной власти и т. д.).
Сводный сметный расчёт стоимости строительства составляется на группу строек, стройку, очередь, пусковой комплекс или объект, и сводит информацию из объектных сметных расчётов, локальных сметных расчётов и сметных расчётов на отдельные виды затрат.

## Западные сметы
В западных странах (США, Великобритания, Германия и т. д.) порядок составления смет жестко не регламентируется какими либо методическими документами обязательного характера, но существуют стандарты определяющие принципиальные моменты при составлении строительных смет (Cost estimate]]). К примеру в Великобритании Королевским обществом сметчиков (RICS) разработаны и рекомендуются к применению при составлении смет такой Стандарт как New Rules of Measurement (NRM). Немецкий порядок составления смет регулируется DIN276.
В России сметное дело находится в ведении  ФАУ «Главгосэкспертиза России» подведомственная Минстрою России.
В отличие от российских коллег у западных сметчиков временные рамки каждой операции рассчитываются (берутся) не из унифицированных на всю страну (Советский Союз, Россия) данных выполнения определённых операций, а из специфических для конкретного предприятия. Эти расчёты и выполняют западные сметчики в период отсутствия работ по формированию смет, являясь больше экономистами и бухгалтерами по сути работ. Помимо этого, ходовой практикой является расчёт подходящих формул по комбинациям трансформации труда специалистов в выполненный объём работ данным предприятием (производственные функции). В рамках управления рисками ведутся расчёты основных возможных отклонений (риск менеджмент). И последнее, но не маловажное, отличие: западные сметчики учитывают временную составляющую всех ресурсов всего проекта при учёте производственного графика (проектный менеджмент). Процесс составления стоимостной оценки проекта зачастую называется калькулированием.

## Критическое сравнение различных подходов
Результатом западного подхода является во много раз более точное бюджетное планирование для предприятия-исполнителя и точная общая (недробимая по сметным позициям работ) цена всех работ для заказчика. Исполнитель точно знает, насколько он может опуститься в цене при переговорах с заказчиком до точки безубыточности. Российский (советский) сметный подход не даёт настолько точных данных по выполненным работам (например, о точке безубыточности), как западный. Российский подход заставляет российский бизнес завышать сметы на сложных и объёмных проектах, чтобы соответствовать реальному положению дел.
Стандартное отклонение российских сметных расчётов себестоимости будущих продуктов на порядок выше западных калькуляций, но сметный подход проще в освоении. Сметный подход имеет свой экономический смысл только при простых работах или малом объёме. При исполнении сложных работ большого объёма вероятность реализации проекта в запланированные сроки, с запланированным качеством и в запланированный бюджет (последнее помогает рассчитывать смета) во много раз выше при использовании западного подхода проектного управления и калькуляций. (см. Управление проектами)
Изначальное наличие искажённых позиций российской сметы для крупных или сложных проектов, с целью соответствия реальной общепроектной оценке, не позволяют вести оперативный финансовый контроль развития проекта. Однако Российский подход к системе сметного ценообразования в строительстве на основе усредненных унифицированных норм затрат времени и ресурсов имеет несомненное достоинство для Российских бюджетных организаций и организаций являющимися ответственным за распределение бюджетных средств так как позволяет определить четкие и стандартные подходы и правила для проверки сметной документации, а следовательно отчитаться за бюджетные расходы. Так же унифицированный Российский подход позволяет использовать строительную смету в качестве официального документа об оценке стоимости строительных работ подлежащей возмещению при наличии споров между физическими или юридическими лицами в судах Российской Федерации.
Существует также функциональный сдвиг в организационной структуре российских организаций проектного подхода и западных. Некоторые функции западного подхода отпадают при Российском подходе, другие функции, как не оговорённые, сдвигаются на исполнителей (на стройке например на прорабов, мастеров, бухгалтерию и т. д.). Кроме западных сметчиков часть функций финансовой оценки (финансового планирования) на западе исполняют те, кто занимается управленческим учётом и финансовым планированием (экономисты, бухгалтеры, контролёры). Активным участником формирования западной «сметы» (калькуляции) является проектный менеджер или другой ответственный, который владеет временным производственным графиком.